# The Gumps
The Gumps è una serie a fumetti a strisce incentrata su una famiglia americana del ceto medio; venne ideata da Sidney Smith nel 1917 e venne pubblicata per 42 anni negli USA sui giornali dal 12 febbraio 1917 al 17 ottobre 1959. Fu la prima striscia a fumetti nella quale morì un personaggio, cosa che all'epoca, nel 1929, suscitò grande clamore, e la prima che ebbe una trasposizione radiofonica (1931). Alla'apice del successo, durante gli anni venti e trenta, divenne oggetto di un vasto merchandising.

## Storia editoriale
L'idea di una striscia a fumetti incentrata sulla vita domestica di persone comuni venne a Joseph Patterson, curatore editoriale del Chicago Tribune; egli stesso suggerì anche il nome in quanto si riferiva alla massa di persone come a "gomiti" (gumps in inglese) e incaricò Robert Sidney Smith di scrivere e disegnare la striscia; fu quest'ultimo però che ideò i vari personaggi e ne scrisse le storie. La serie venne quindi realizzata da Smith ed esordì nel 1917 sul Chicago Tribune il quale, a seguito dell'enorme successo che arrise alla striscia, aumentò notevolmente la propria tiratura permettendo al suo autore di arricchirsi garantendo alla striscia una lunga vita editoriale. Alla serie a strisce quotidiane venne affiancata una tavola domenicale dal 29 giugno 1919. Il contratto di rinnovo col giornale che l'autore firmò negli anni trenta gli garantì un milione di dollari nei successivi tre anni oltre a una Rolls Royce come bonus; purtroppo, guidando verso casa dopo aver firmato l'accordo, Smith ebbe un incidente stradale dove perse la vita. La serie venne continuata quindi da Gus Edson e venne pubblicata fino al 17 ottobre 1959.

## Altri media
Cinema
Vennero realizzate due serie di cortometraggi, la prima prodotta fra il 1920 e il 1921, sceneggiati da Smith stesso e diretti da Wallace A. Carlson e costituita da oltre 50 film, alcuni dei quali non più lunghi di due minuti, distribuiti dalla Paramount; la seconda prodotta dal 1923 al 1928 dalla Universal Pictures, formata da una cinquantina di film da due rulli.
Radio
- The Gumps (1931-1937): programma radiofonico trasmesso negli USA per lo più dalla CBS Radio.

## Galleria d'immagini

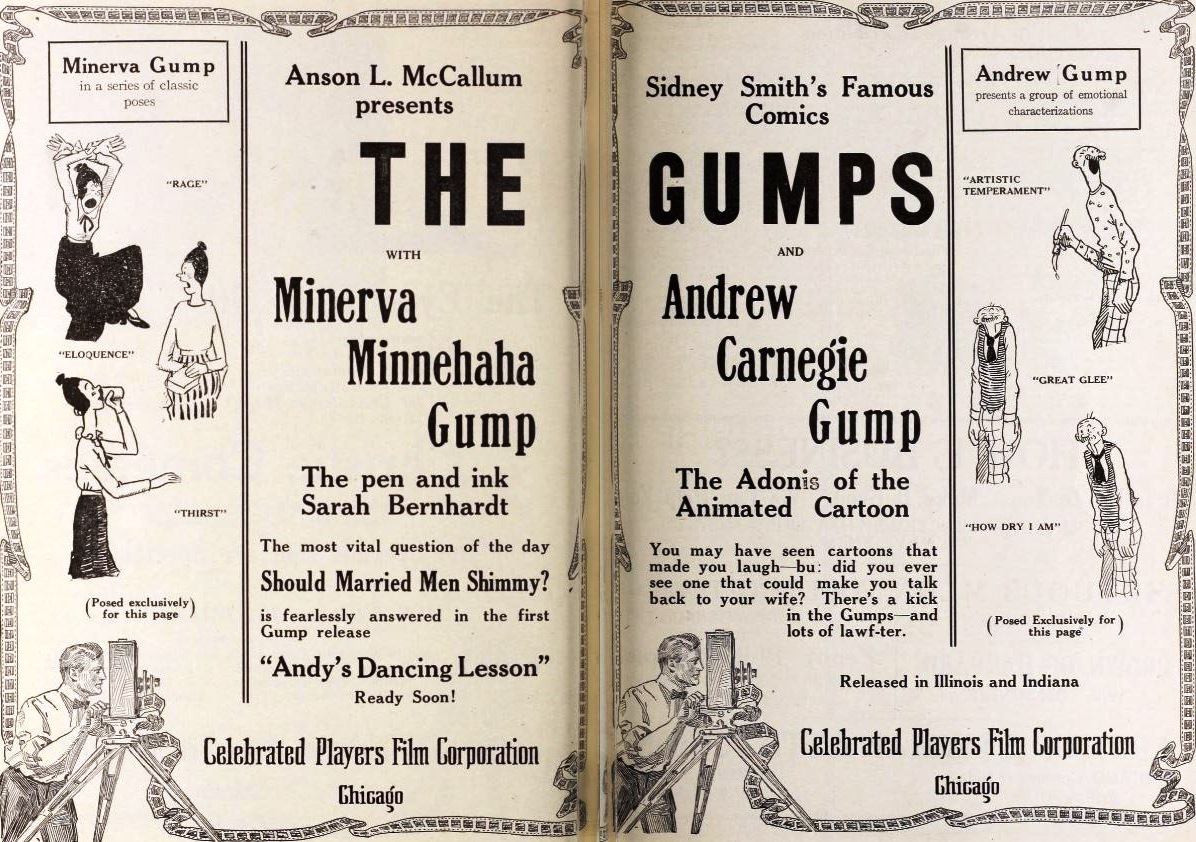
Pubblicità per il film d'animazione americano Andy's Dancing Lesson (1920) con personaggi del fumetto The Gumps, alle pagine 104 e 105 del 28 febbraio 1920 Exhibitors Herald.
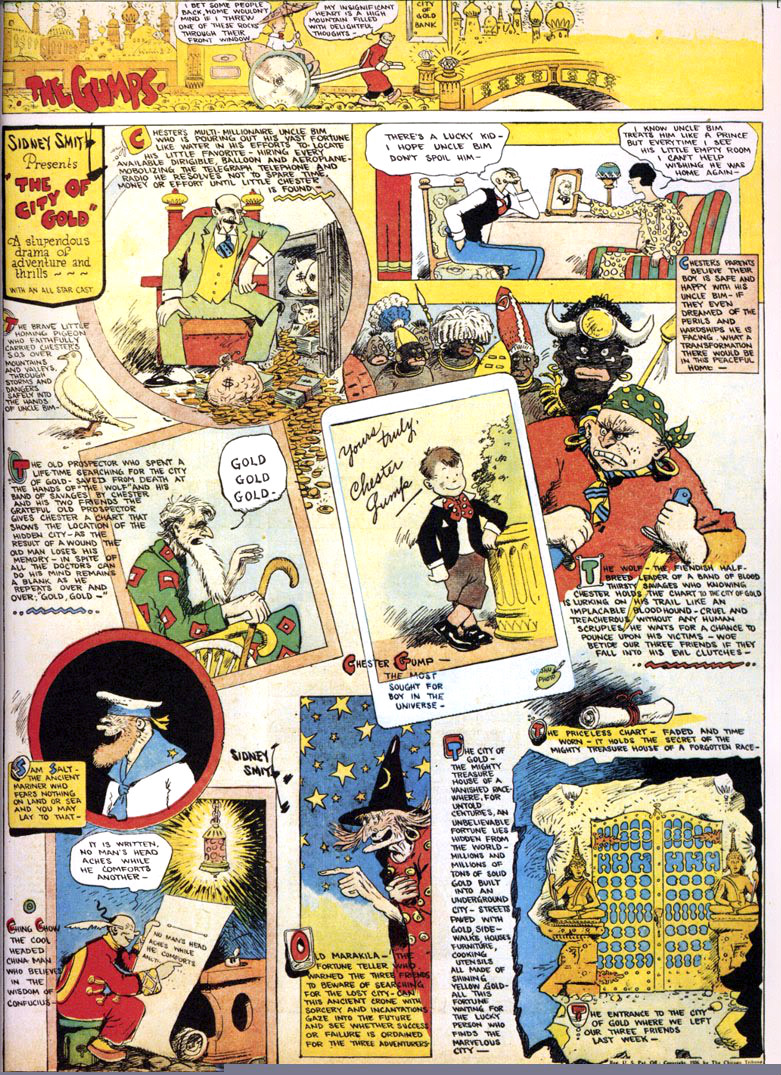
Tavola del 1926.
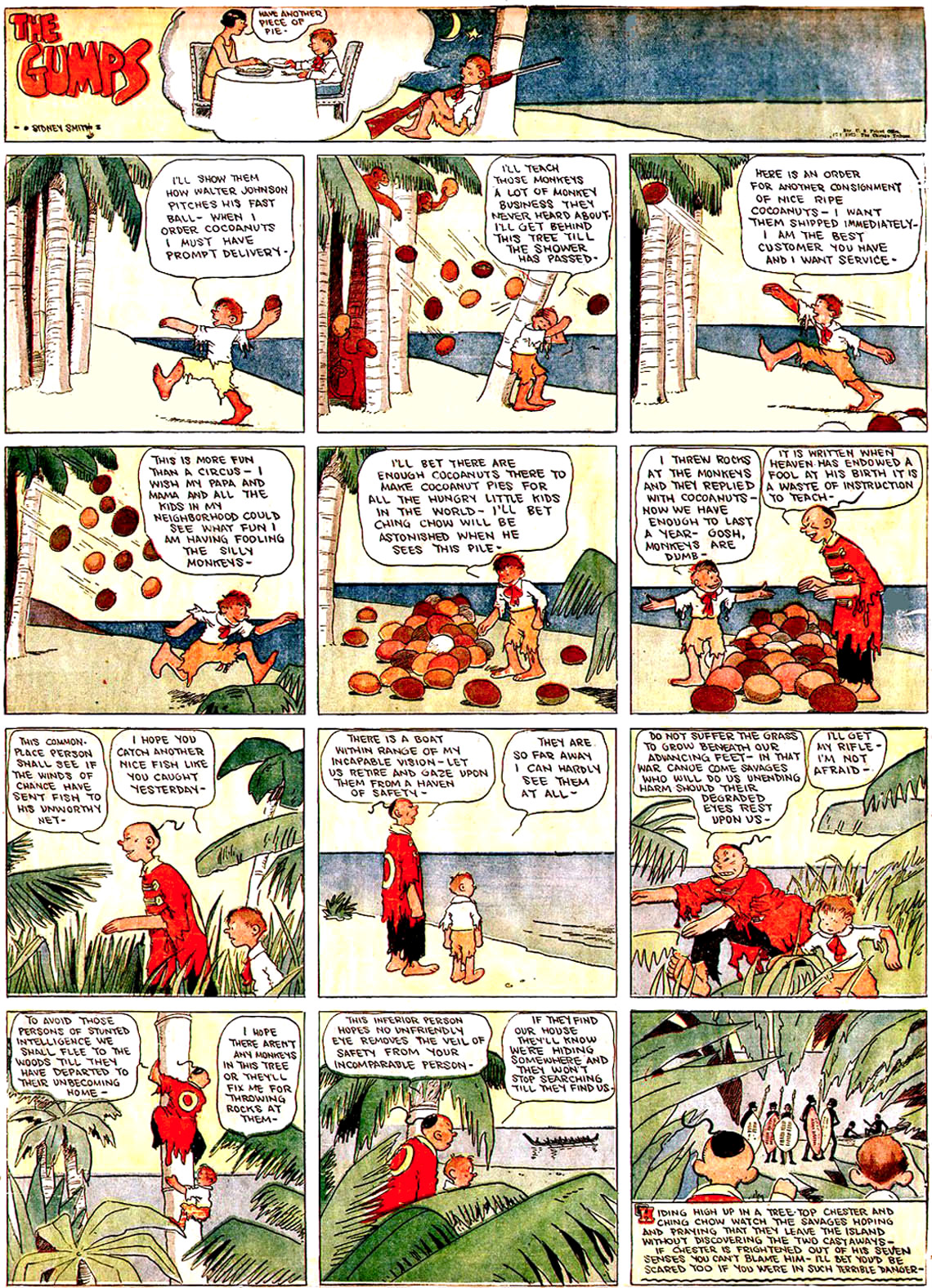
Tavola del 1925.
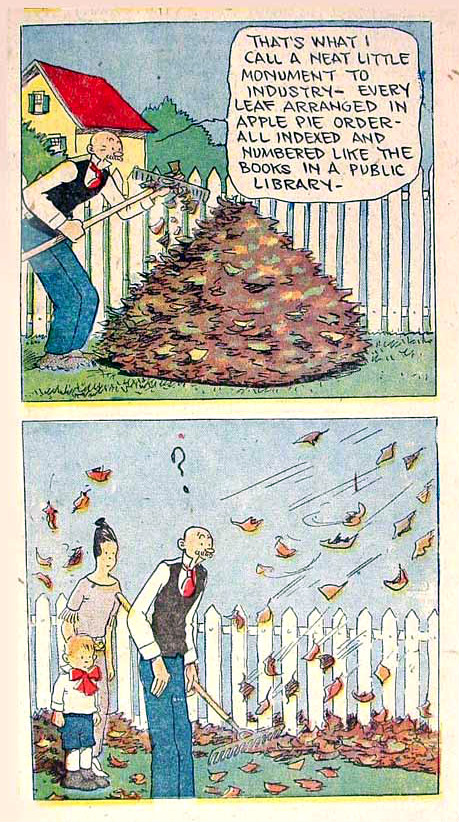
Parte di tavola del 30 settembre 1923 pubblicata sul Sunday.